# Ludność Jastrzębia-Zdroju

## LudnośćJastrzębia-Zdroju
- 1965 – 8888
- 1966 – 10 300
- 1967 – 11 800
- 1968 – 12 100
- 1969 – 18 100
- 1970 – 24 500 (spis powszechny)
- 1971 – 34 400
- 1972 – 45 900 (włączono Jastrzębie Górne)
- 1973 – 61 900
- 1974 – 87 490
- 1975 – 90 915 (włączono Moszczenicę, Borynię, Pniówek, Ruptawę, Szeroką i Skrzeczkowice)
- 1976 – 96 200
- 1977 – 99 800
- 1978 – 96 600 (spis powszechny)
- 1979 – 97 800
- 1980 – 98 462
- 1981 – 97 895
- 1982 – 98 975
- 1983 – 99 261
- 1984 – 101 042
- 1985 – 100 548
- 1986 – 101 394
- 1987 – 102 175
- 1988 – 102 514 (spis powszechny)
- 1989 – 102 661
- 1990 – 103 734
- 1991 – 104 594
- 1992 – 104 202 (odłączono Pniówek)
- 1993 – 103 629
- 1994 – 103 483
- 1995 – 103 309
- 1996 – 103 180
- 1997 – 102 778
- 1998 – 102 294
- 1999 – 98 002
- 2000 – 97 537
- 2001 – 97 162
- 2002 – 96 821 (spis powszechny)
- 2003 – 96 475
- 2004 – 96 009
- 2005 – 95 482
- 2006 – 94 716
- 2007 – 93 939
- 2008 – 93 554
- 2009 – 92 988
- 2010 – 92 622
- 2011 – 92 105 (spis powszechny)
- 2012 – 91 723
- 2013 – 88 362
- 2014 – 87 774
- 2015 – 86 807
- 2016 – 86 048
- 2017 – 85 237
- 2018 – 84 314
- 2019 – 83 365
- 2020 – 82 209
- 2021 – 80 426[1]
- 2022 – 79 204[2]
- 2023 – 78 166[3]
- 2024 – 76 814[4]

## Powierzchnia Jastrzębia-Zdroju
- 1995 – 85,44 km²
- 2006 – 85,34 km²
- 2010 – 85,33 km²